# Ovanes
Ovanes (oficialmente en asturiano: Oubanes) es un lugar español de la parroquia de Cermoño, perteneciente al municipio de Salas, en la comunidad autónoma de Asturias.

## Historia
Hacia mediados del siglo XIX, el lugar, por entonces una parroquia ya perteneciente al municipio de Salas, tenía contabilizada una población de 498 habitantes. Aparece descrito en el duodécimo volumen del Diccionario geográfico-estadístico-histórico de España y sus posesiones de Ultramar de Pascual Madoz con las siguientes palabras:

OVANES (Sta. Maria): felig. en al prov. y dióc. de Oviedo (7 leg.), part. jud. de Belmonte (3 1/2), ayunt. de Salas (1 1/4). sit. á la izq. del r. Narcea; el clima es templado y sano; y los vientos mas frecuentes los del E., S. y O. Tiene 90 casas distribuidas en los l. de Balbona, Barreras, Cermoño, Nava, Cortes, Vallota y el de su nombre; hay escuela de primeras letras frecuentada por 45 niños, cuyo maestro está dotado con 22 fan. de escanda. La igl. parr. (Sta. Maria), de la que es aneja la de Cermoño se halla servida por un cura de provision ordinaria, hay tambien 2 erm. dedicadas á San Miguel, y al Sto. Cristo de la Salud. Confina el térm. N. Villazon; E. Cornellana; S. Alava y Castañedo de Miranda, y O. Viescas y Godan. El terreno es de buena calidad; tiene al N. el monte llamado Peñouba casi despoblado de árboles; en varios puntos brotan fuentes de buenas aguas; y hay hasta 34 cortijos ó cabañas para la labranza. Atraviesa por esta parr. un camino carretero que va en direccion de Cornellana; el correo se recibe de Salas tres veces á la semana. prod.: escanda, trigo, cebada, centeno, maiz, habas, castañas, nueces, lino, patatas, nabos y pastos; se cria ganado vacuno, caballar, lanar y algun mular; caza de liebres, perdices, javalíes, lobos y zorras, y pesca de truchas, anguilas y lampreas. ind.: la agricultura, 3 molinos harineros, y pisones para limpiar la escanda. pobl.: incluso el anejo 91 vec., 498 alm. contr. con su ayunt. (V.).
(Madoz, 1849, p. 423)

En 2023, la entidad singular de población de Ovanes, ahora perteneciente a la parroquia de Cermoño, tenía empadronados 19 habitantes, todos ellos en diseminado.